# Choc des Olympiques
O Choc des Olympiques ou Clássico dos Olympiques é o clássico de futebol entre duas das equipes no futebol francês com "Olympique" em seus nomes: o Olympique Lyonnais e o Olympique de Marseille. Diferente do Le Classique, a rivalidade não é considerada "violenta" ou hostil e, em vez disso, surge da competitividade dos jogadores, técnicos e membros de cada clube. É considerada uma importante rivalidade no futebol francês, uma vez que ambos os clubes tem uma história de destaque na elite do futebol francês e muitas vezes o Campeonato Francês foi decidido entre os dois. O Marseille e o Lyon (ao lado do Saint-Étienne e do Paris Saint-Germain) são os únicos clubes franceses a conquistarem a primeira divisão do Campeonato Francês por quatro ocasiões seguidas, com o Marseille o fazendo por duas vezes. O clássico é muitas vezes comparado com aquele entre o Borussia Mönchengladbach e o Borussia Dortmund, da Alemanha, conhecido como "Borussen Derby".

## História
A primeira partida entre as equipes foi jogada no dia 23 de setembro de 1945 e terminou em um empate por 1x1. Com a compra do Lyon por Jean-Michel Aulas em 1987, a rivalidade entre as equipes adquiriu um clima mais competitivo. Em 1989, o Marseille conquistou o feito inédito de 5 títulos do Campeonato Francês consecutivos, embora tenha perdido o quinto título devido a um escândalo envolvendo a partida final contra o Valenciennes, e sido rebaixado para a segunda divisão. O Marseille venceu também a Liga dos Campeões em 1993. Um confronto notável entre as duas equipes no período foi uma goleada por 7x0 do Marseille sobre o Lyon na temporada 1990–91.
Após o rebaixamento do Marseille para a segunda divisão e seu retorno à elite, o Lyon se vingou da goleada sofrida anteriormente no campeonato de 1996-97, goleando o Marseille por 8x0 em casa, marcando todos os gols em menos de uma hora. Essa vitória é a maior do Lyon sobre o Marseille até hoje. Com o início do novo milênio, o Lyon passou a ser cada vez mais vitorioso no futebol francês, e atingiu a marca de sete títulos franceses consecutivos, esmagando o recorde do Marseille de quatro títulos.